# Gène I
Robes silver et smoke

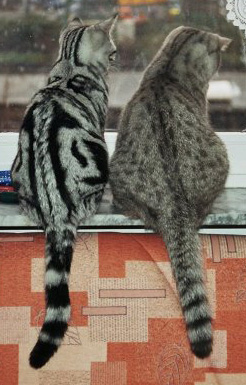
Deux chats black silver tabby.

Le gène I est un gène déterminant le phénotype de la robe du chat. Ce gène comprend deux allèles. L'allèle i+ est récessif tandis que l'allèle I, dominant, conduit aux robes silver et smoke. 

## Génétique

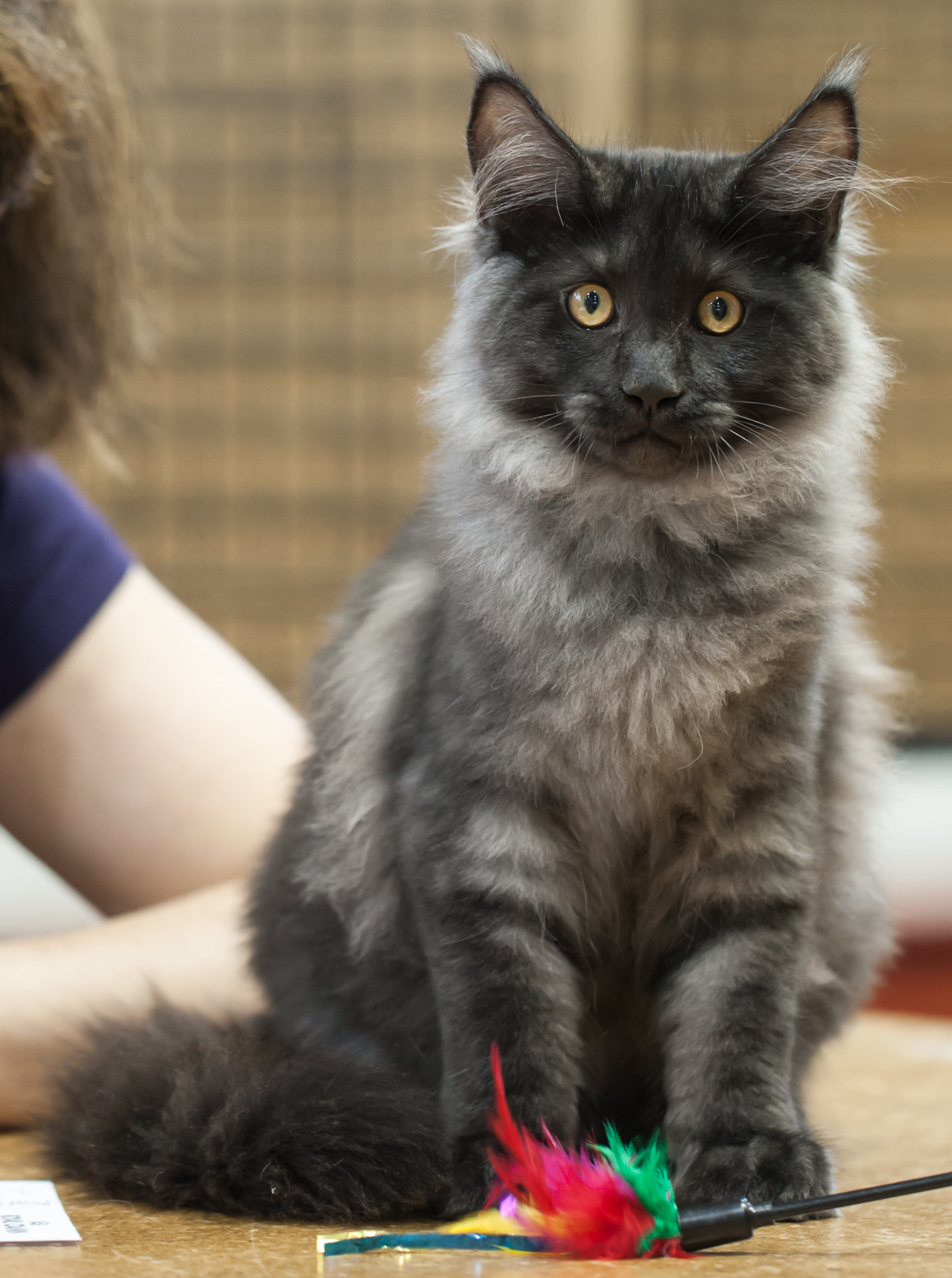
Un maine coon noir smoke.

Le gène I comprend deux allèles : l'allèle i, récessif, est l'allèle sauvage et ne modifie pas la robe. L'action de l'allèle dominant I est d'arrêter la production de phéomélanine dans le poil, ce qui se traduit par une bande transparente d'apparence blanche. 
L'action de l'allèle I est différente selon que le chat soit agouti ou uni. Le poil agouti se caractérise par un dépôt successif des pigments eumélaniques puis phéomélaniques, avec une racine phéomélanique. Une robe agouti présente des motifs tabby : tiqueté (ticked), rayé (mackerel), marbré (marbled ou classic) et tacheté (spotted). La présence de l'allèle I « fait disparaître » les bande phéomélanique : la racine est blanche, puis le poil est successivement coloré puis blanc. Cette robe est appelée silver tabby. La teneur en phéomélanine étant plus importante chez les chats agouti, l’action de l’allèle I est plus forte que chez le smoke.  
Sur le poil uni, la racine devient claire tandis que la pointe du poil reste colorée, dans une approche similaire au tipping dû à l'action du gène Wb : la robe est appelée smoke ou « robe fumée », elle laisse souvent apparaître le patron tabby, ce qui est rarement recherché en élevage félin.

## Racessmokeetsilver tabby
De nombreuses races de chats acceptent les robes smoke et silver, toutefois, pour certaines races, l'action du gène I est prépondérante, par exemple pour le mau égyptien.